# Kim Ji-sook
Kim Ji-sook (hangul: 김지숙; hanja: 金智淑; rr: Gim Ji-suk; MR: Kim Ji-suk; nascida em 18 de julho de 1990), mais frequentemente creditada apenas como Jisook (hangul: 지숙) é uma cantora e atriz sul-coreana. Ficou mais popularmente conhecida por ter sido integrante do grupo feminino Rainbow.

## Biografia
Jisook nasceu no dia 18 de julho de 1990 em Suwon, Província de Gyeonggi, Coreia do Sul. Foi escalada prla DSP Media depois de uma recomendação de Sunghee, ex-integrante do Kara, que foi sua colega de classe. Jisook integrou uma banda de rock durante o ensino medio. Sua mãe faleceu durante as promoções de Sweet Dream.

## Carreira

### 2009–2016: Rainbow, Rainbow Pixie e atividades individuais
Jisook estreou como integrante do grupo feminino Rainbow. Em 12 de novembro de 2009, Rainbow lançou seu extended play de estreia, intitulado Gossip Girl. A primeira performance do grupo foi no programa Show! Music Core em 14 de novembro de 2009.
Em janeiro de 2012, ela se tornou integrante da primeira subunidade do Rainbow, chamado Rainbow Pixie. Em junho, Jisook forneceu uma OST para o drama I Love Lee Tae Ri, intitulada Shall We Love.
Em 5 de novembro de 2013, Jisook lançou uma OST para o drama Secret, intitulado Secret Love, uma colaboração com o rapper Outsider. Desde então, Jisook gravou as trilhas sonoras My Hero, para o drama Can We Love?, e I Love You para o drama Blade Man, lançadas respetivamente em 27 de janeiro e 2 de outubro de 2014.
No dia 27 de outubro de 2016, a DSP Media lançou uma nota anunciando o fim do Rainbow, afirmando que o contrato de todas as sete integrantes expiraria em novembro e que elas decidiram não renovar.

### 2017–presente: Mudança de agência eUmbrella
Em fevereiro de 2017, Jisook assinou com a Dmost Entertainment para seguir sua carreira de atriz e sua carreira solo de cantora, sendo a única desde segmento catalogada no agência.
Em 10 de agosto de 2017, foi lançado no YouTube um teaser da música Baesisi, a primeira música solo de Jisook desde o fim do seu antigo grupo Rainbow, em parceria com Ilhoon (membro do grupo BtoB). No dia 24 do mesmo mês, a música foi lançada em todas as plataformas digitais e o clipe da música foi lançado no YouTube.
Em março de 2018, Jisook começou as gravações de seu primeiro EP solo, como revelado num post do Instagram da própria Jisook. Em 8 de maio, o primeiro teaser do clipe de Edelweiss foi lançado no Instagram da Dmost Music. Então, durante todo o mês de maio, vários teasers foram postados para o clipe de Edelweiss no Instagram da empresa. No YouTube, o primeiro teaser de Edeweiss só foi postado em 11 de maio. No dia 20 do mesmo mês, foi lançado o primeiro teaser para a música título do mini-álbum, Umbrella, tanto no YouTube quanto no Instagram da Dmost Music. O mini-álbum Umbrella foi lançado no dia 22 de maio de 2018, com o vídeo de Edelweiss tendo seu lançamento no mesmo dia. Por motivos desconhecidos, o vídeo para Umbrella nunca foi lançado, mas um clipe dance version para metade da música foi lançado em 18 de junho de 2018.

## Discografia

### Trilhas sonoras
| Ano  | Título        | Drama             | Artistas            |
| ---- | ------------- | ----------------- | ------------------- |
| 2012 | Shall We Love | I Love Lee Tae Ri | Jisook              |
| 2013 | Secret Love   | Secret            | Jisook e Outsider   |
| 2013 | My Hero       | Can We Love?      | Jisook              |
| 2014 | I Love You    | Blade Man         | Jisook e Hyun Young |

### Singles
| Título          | Ano  | Álbum            | Notas              |
| --------------- | ---- | ---------------- | ------------------ |
| Baesisi         | 2017 | Single sem álbum | part. de Ilhoon    |
| Edelweiss       | 2018 | Umbrella         | N/A                |
| The Way We Were | 2019 | The Star         | Single promocional |
| Big Dipper      | 2019 | The Star         | N/A                |

### EPs
| Título   | Ano  | Notas                |
| -------- | ---- | -------------------- |
| Umbrella | 2018 | Single album digital |
| The Star | 2019 | Mini álbum digital   |

## Filmografia

### Dramas
| Ano  | Título                      | Emissora  | Papel           | Notas                  |
| ---- | --------------------------- | --------- | --------------- | ---------------------- |
| 2010 | Dae Mul                     | MBC       | ela mesma       | com Rainbow            |
| 2016 | Dramaworld                  | Viki      | Mulher Borracha | Aparição no Episódio 4 |
| 2017 | Revive Hope, Mister Go Yong | Channel A | Na Joo Sang     | Elenco principal       |

### Videoclipes
| Título          | Ano  | Álbum    |
| --------------- | ---- | -------- |
| Edelweiss       | 2018 | Umbrella |
| The Way We Were | 2019 | The Star |
| Big Dipper      | 2019 | The Star |